# Coelomycetes

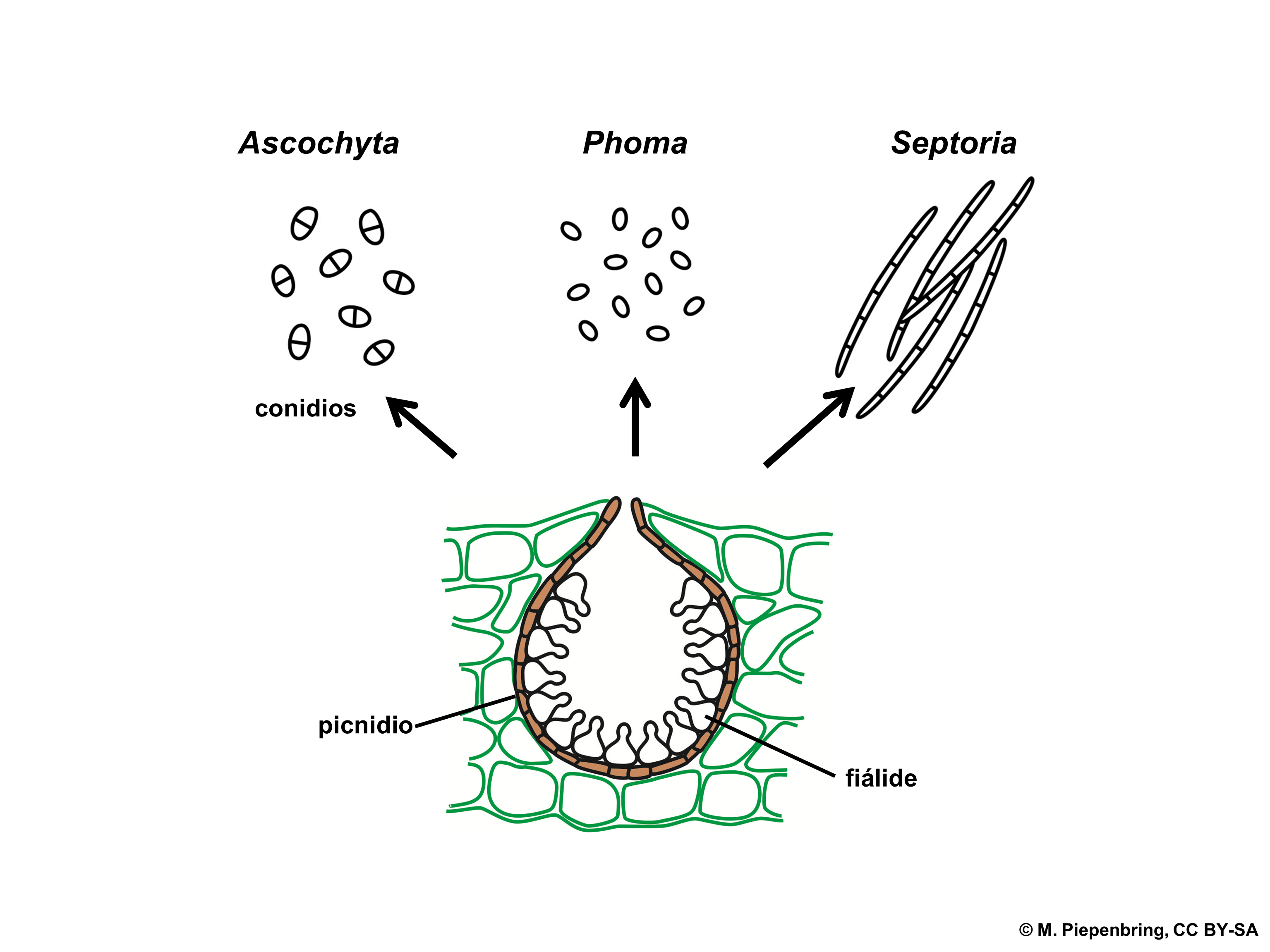
Konidia trzech rodzajów Coelomystees

Coelomycetes – jedna z grup grzybów niedoskonałych, u których zaobserwowano tylko rozmnażanie bezpłciowe. U grzybów w grupie coelomycetes zarodniki konidialne wytwarzane są w osłoniętych konidiomach typu acerwulus, sporodochium lub koremium (synnema) i pyknidium.
Niemożliwe było stworzenie naturalnej, opartej na pokrewieństwie klasyfikacji grzybów rozmnażających się wyłącznie bezpłciowo. Istniał co prawda taki podział wprowadzony pod koniec XIX wieku przez Pier Andrea Saccardo, jednak był to podział całkowicie sztuczny niewiele mający wspólnego z pokrewieństwem. Z tego powodu na przełomie XX i XXI wieku zrezygnowano ze sztucznego podziału grzybów niedoskonałych na klasy, rzędy i rodziny. Od VIII wydania Dictionary of the Fungi zamiast nich wprowadzono określenia Incertae sedis, a rodzaje grzybów niedoskonałych podzielono na trzy grupy: coelomycetes, agonomycetes i hyphomycetes. Za kryterium podziału przyjęto:
- cechy konidiomów,
- typ konidiogenezy,
- morfologię konidiów[1].

We współczesnych klasyfikacjach grzybów nie występuje takson Coelomycetes. Jest to tylko nieformalna grupa grzybów.